# Bidar fästning
Bidar fästning (kannada ಬೀದರ್ ಕೋಟೆ, urdu قلعہ بیدر) ligger i staden Bidar på den norra platån i Karnataka i Indien. Fästningen, staden och ett distrikt heter alla Bidar. Sultanen Alla-Ud-Din Bahman av bahmaniddynastin flyttade huvudstaden från Gulbarga till Bidar 1427 och byggde fästningen samtidigt med ett antal islamiska monument. Det finns över 30 monument i fästningen.

## Galleri

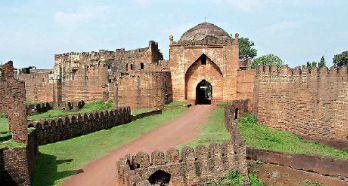
Entrén
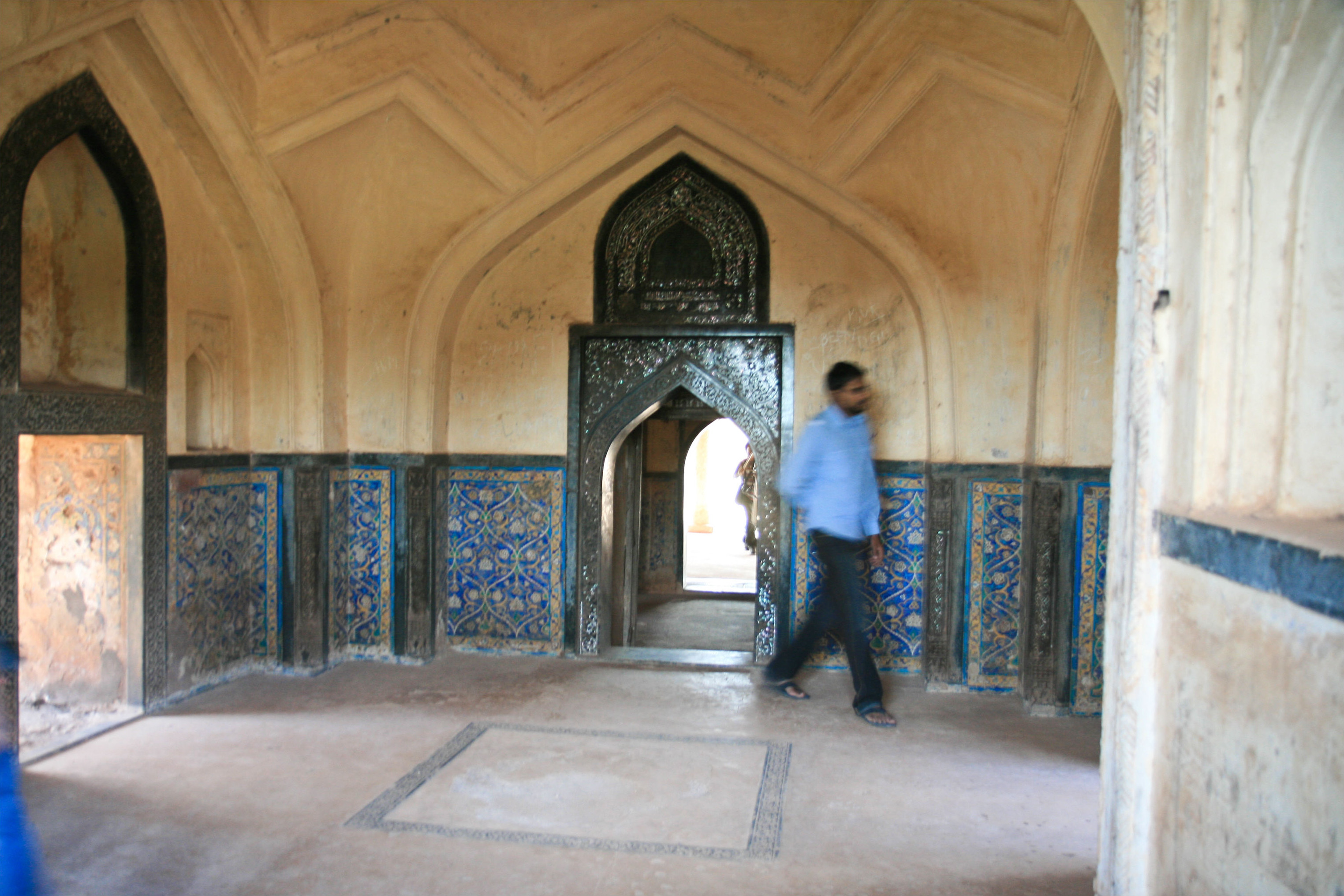
Rangeen Mahal
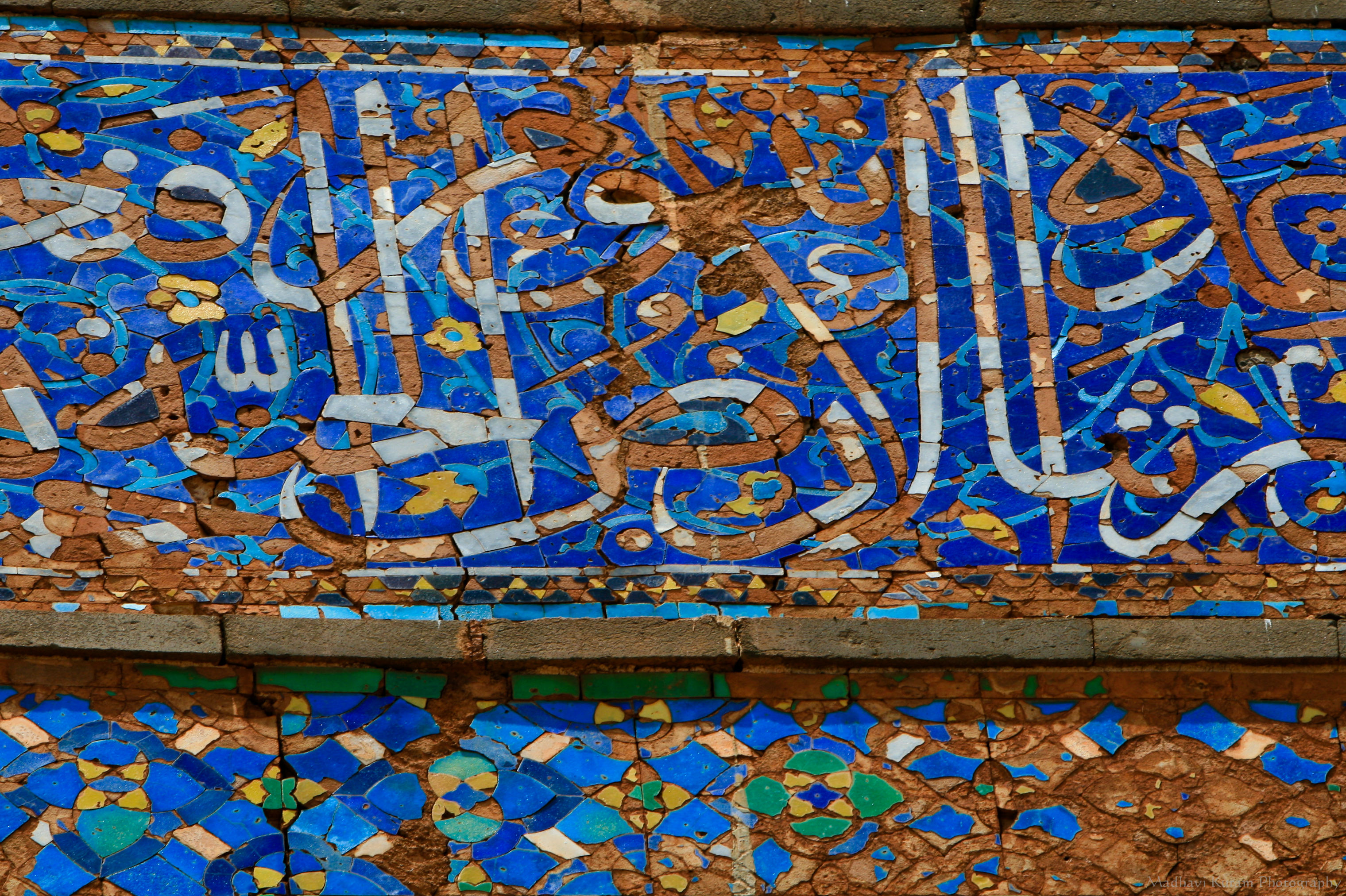
Kalligraferad fresk
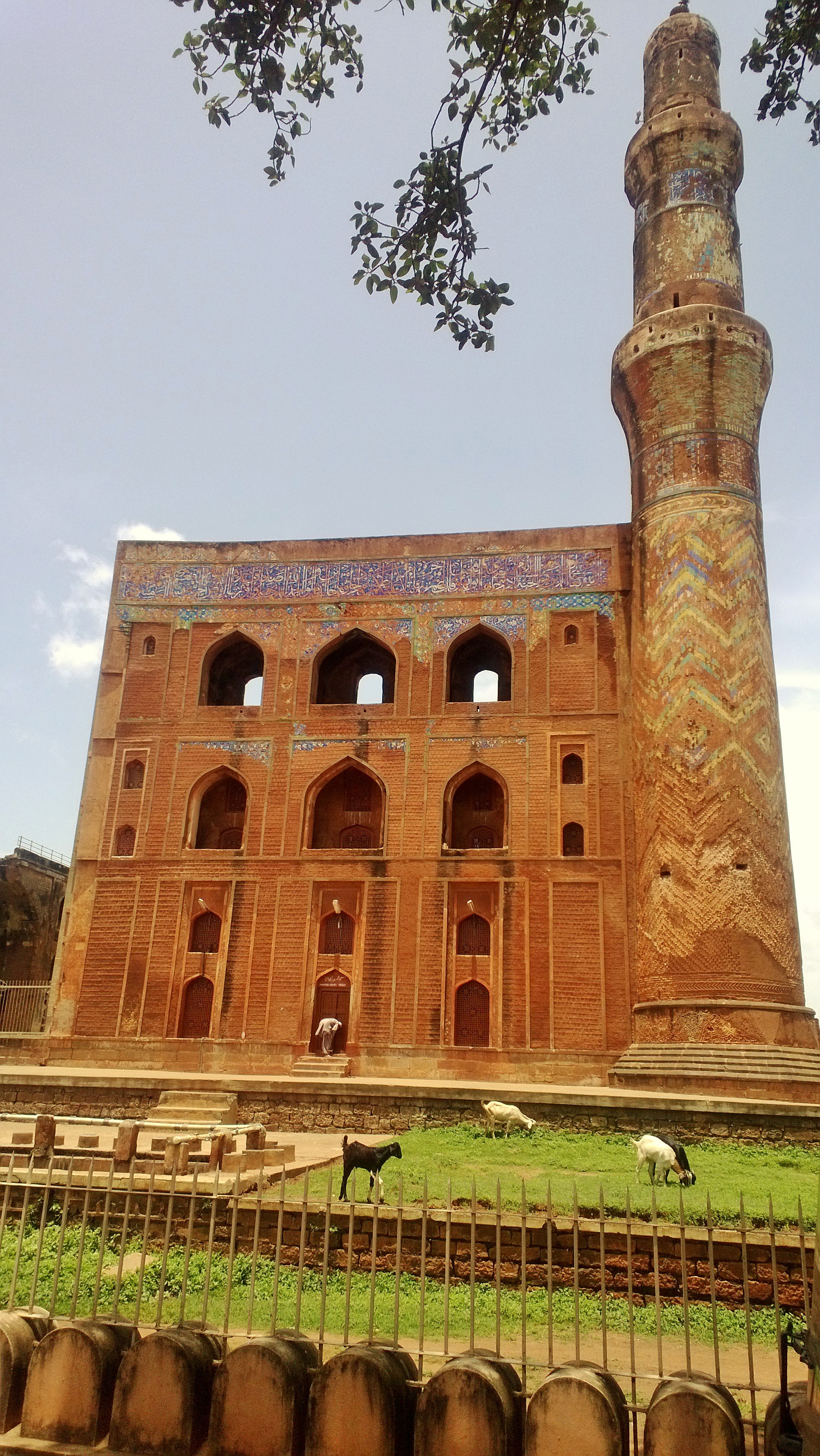
Framsidan av Bidar Madrasa
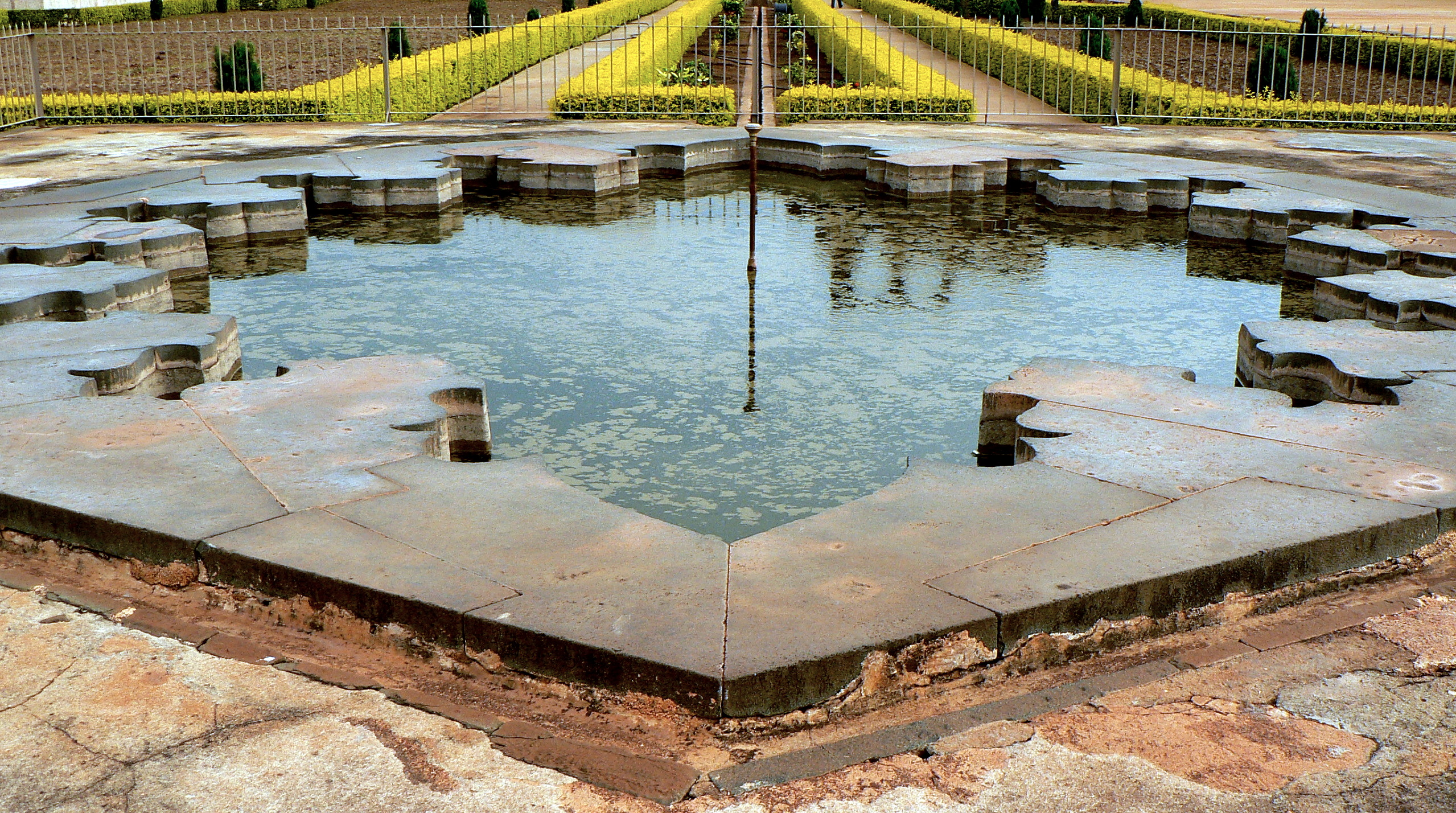
Fontän vid entrén